# Alexandre Berthoud

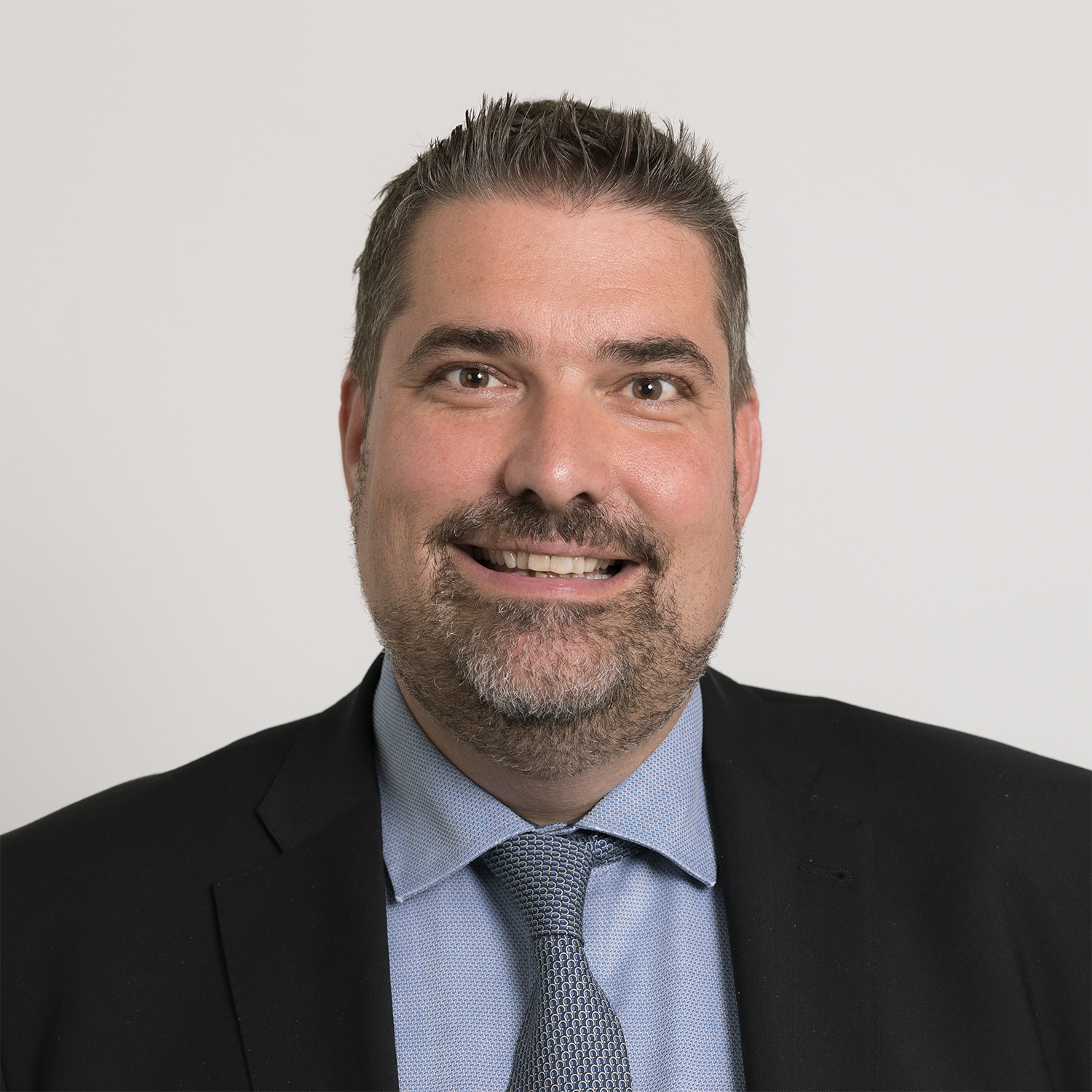
Alexandre Berthoud, 2022

Alexandre Berthoud (* 29. Juni 1977 in Châtel-Saint-Denis; heimatberechtigt ebenda) ist ein Schweizer Politiker (FDP.Die Liberalen). Von 2022 bis 2023 war er Nationalrat.

## Leben
Alexandre Berthoud stammt aus Châtel-Saint-Denis im Kanton Freiburg. Aufgrund des Berufs seines Vaters als Polizist zog er während seiner Kindheit alle vier Jahre um. Nach Abschluss der Pflichtschule absolvierte er ab 1992 eine Lehre bei der Waadtländer Kantonalbank (BCV). Er ist Leiter der Region Jura-Nord vaudois der BCV in Yverdon.
Er geht der Jagd nach und spielt Tuba in Blaskapellen, vor allem in der Blaskapelle von Crissier über einen längeren Zeitraum. Er ist verheiratet und hat zwei Kinder. Seit 1999 lebt er in Neyruz-sur-Moudon, einer Ortschaft der Gemeinde Montanaire in Gros-de-Vaud.

## Politikerlaufbahn
Am 11. März 2012 wurde er in den Grossen Rat des Kantons Waadt gewählt. Dort leitete er von 2016 bis 2021 den Finanzausschuss.
Im August 2021 kündigte er an, für die Nominierung seiner Partei für den Waadtländer Staatsrat zu kandidieren. Am 23. September zog der Parteitag ihm Frédéric Borloz um zwei Stimmen (227 zu 225) vor.
Er kandidierte im Oktober 2015 (als Neunter der Nichtgewählten auf der Liste seiner Partei) und im Oktober 2019 (als Vierter der Nichtgewählten) für den Nationalrat. Am 13. Juni 2022 zog er dennoch in die kleine Kammer des Parlaments ein, und zwar dank der Wahl von Olivier Français in den Ständerat, der Wahl von Frédéric Borloz und Isabelle Moret (deren offizielle Nachfolgerin er ist) in die Waadtländer Regierung und des Verzichts von Rémy Jaquier, der ihr Nachfolger werden sollte. Bei den Wahlen 2023 wurde Berthoud nicht wiedergewählt.

## Politische Positionen
Berthoud bezeichnet sich selbst als «rechts mit humanistischen Positionen».